# Modelo elemental Samuelson-Hicks
El modelo elemental de Samuelson-Hicks, basado en un modelo Harrod-Domar determina una solución a la siguiente ecuación
| {\displaystyle \ Y_{t}-(1+v-s)Y_{t-1}+vY_{t-2}=0} |

Esta ecuación homogénea es el resultado de tres axiomas
| {\displaystyle \ C_{t}=cY_{t-1}}           |
| {\displaystyle \ I_{t}=v(Y_{t-1}-Y_{t-2})} |
| {\displaystyle \ Y_{t}=C_{t}+I_{t}}        |

{\displaystyle C_{t}} es el consumo, c es la propensión marginal al consumo, {\displaystyle Y_{t-1}} es la renta o producto del ejercicio anterior, {\displaystyle I_{t}} es la inversión actual y v es la cantidad de inversión medida en términos de crecimiento entre dos ejercicios anteriores. En este modelo, la demanda agregada es igual a la oferta o producción.
| {\displaystyle \ Z_{t}=C_{t}+I_{t}} |
| {\displaystyle \ Z_{t}=Y_{t}}       |

## Inconsistencias del modelo
El modelo establece un mínimo cuando v=1-s y dos sendas, una de decrecimiento monótono con oscilaciones suaves y otra de crecimiento con oscilaciones bruscas. La solución a este problema
se realiza a través del método matemático de diferencias finitas. La siguiente tabla demuestra que la solución matemática del modelo es inconsistente con variaciones crecientes de las tasas de ahorro.
| Año   | {\displaystyle I_{t}} | {\displaystyle C_{t}} | {\displaystyle Y_{t}} | {\displaystyle Y_{t-1}} | {\displaystyle Y_{t-2}} | v   | s   | c   |
| ----- | --------------------- | --------------------- | --------------------- | ----------------------- | ----------------------- | --- | --- | --- |
| Año 1 | 0                     | 100                   | 100                   | 90                      | 80                      | 1   | 0   | 1   |
| Año 2 | 12                    | 80                    | 92                    | 100                     | 90                      | 1,2 | 0,2 | 0,8 |
| Año 3 | -11,2                 | 64,4                  | 53,2                  | 92                      | 100                     | 1,4 | 0,3 | 0,7 |

La tabla contempla el crecimiento de la variable v y de tasas de ahorro, compatibles con el decrecimiento.